# 5000-meter-løb (atletik)
5000 meteren, også kendt som 5 km, er en løbedistance i atletik. Distancen bliver brugt i alle forskellige slags løb som cross, landevej, bane. Det er en olympisk disciplin. 

## Rekorder

### Verdensrekorder
- Den mandlige rekord er på 12.35,36, som er blevet sat af den ugandiske løber Joshua Cheptegei den 14. august 2020 i Monaco. 
  - Den mandlige indendørs rekord er 12:49.60 sat af etiopiske Kenenisa Bekele den 20. februar 2004 i Birmingham
- Den kvindelige verdensrekord er sat af den kenyanske løber Faith Kipyegon som løb i tiden 14.05,20 ved Diamond League-stævnet i Paris. 
  - Indendørsrekorden for kvinder er 14:18.86 sat af den etiopiske løber Genzebe Dibaba sat den 19. februar 2015	i Stockholm.

### Europarekorder
- Den mandlige europarekord er sat af belgiske Mohammed Mourhit i tiden 12.49,71 i 2000.
- Den kvindelige rekord er sat af spanske Marta Dominguez i tiden 14.56,18 i 2006

### Danmarksrekorder
- Den mandlige rekord er sat af Dennis Jensen fra Sparta i tiden 13.25,39 i 2000
- Den kvindelige rekord er sat af Anna Emilie Møller fra Blovstrød Løverne i tiden 15.07,11 i 2019.